# Ел Міллер (футбольний тренер)
Ел Міллер (англ. Al Miller, нар. 17 грудня 1936, Лебанон) — американський футбольний тренер..
Переможець Північноамериканської футбольної ліги.
Народився 17 грудня 1936 року в місті Лебанон. Вихованець футбольної школи клубу East Stroudsburg University.

## Кар'єра тренера
Розпочав тренерську кар'єру 1961 року, очоливши тренерський штаб клубу «Нью Пальтц Стейт».
У 1975 році став головним тренером збірної США, тренував збірну США один рік.
Протягом тренерської кар'єри також очолював команди «Гартвік Коледж», «Філадельфія Атомс», «Даллас Торнадо» та «Калгарі Бумерс».
Наразі останнім місцем тренерської роботи був клуб «Тампа-Бей Роудіс», головним тренером команди якого Ел Міллер був протягом 1983 року.

## Титули і досягнення

### Командні
- Переможець Північноамериканської футбольної ліги (1):

«Філадельфія Атомс»: 1973

### Особисті
- Тренер року Північноамериканської футбольної ліги: 1973